# My Generation
My Generation (с англ. — «Моё поколение») — дебютный студийный альбом британской рок-группы The Who, выпущенный 3 декабря 1965 года на лейбле Brunswick Records в Великобритании и Festival Records в Австралии. В Соединённых Штатах альбом был выпущен 25 апреля 1966 года лейблом Decca Records под названием The Who Sings My Generation с другой обложкой и слегка изменённым трек-листом. Помимо членов The Who, таких как Роджер Долтри (вокал), Пит Таунсенд (гитара), Джон Энтвистл (бас) и Кит Мун (ударные), в альбом вошли вклады таких сессионных музыкантов, как Ники Хопкинс (фортепиано) и Джимми Пейдж (гитара), а также вокальной группы The Ivy League.
Альбом был записан сразу после того, как The Who получили свои первые синглы в чартах, и, согласно буклету в подарочном издании, позже он был отклонён группой как что-то вроде «срочной работы», которая не точно отражает их сценическое выступление того времени. Хотя он не продавался так хорошо, как более поздние альбомы, достигнув 5-го места в британских чартах и не попав в чарты в США, критики с тех пор ретроспективно оценили его как один из лучших рок-альбомов всех времён, особенно отметив его жёсткое звучание, необычное для того времени, и предвещающее различные стили хард-рока, такие как панк и хэви-метал.

## Запись и песни
К 1965 году The Who были полностью готовы после того, как взяли в группу барабанщика Кита Муна и увидели, как их прежнее название группы изменилось с The Detours на The Who, после того как их ненадолго назвали The High Numbers. Весной 1965 года альбом был выпущен в ранний период The Who под названием «максимум R&B» и включает в себя кавер-версии популярных песен в стиле R&B «I Don’t Mind» и «Please, Please, Please», первоначально написанных Джеймсом Брауном, в дополнение к R&B-наклонностям треков, написанных гитаристом группы Питом Таунсендом. Было записано девять песен, но некоторые из них были отклонены в пользу тех, что сочинил потом Таунсенд во время новых сессий, которые начались в октябре.
Согласно буклету в подарочном издании, «I’m a Man» был исключен из американского релиза из-за его сексуального содержания. В американском альбоме также использовалась отредактированная британская сингловая версия «The Kids Are Alright», в которой была вырезана короткая инструментальная часть, наполненная маниакальными барабанными ударами и фидбэком гитары перед заключительным куплетом.
Многие песни с альбома были выпущены в качестве синглов. Помимо «My Generation», которая предшествовала выпуску альбома и достигла 2-го места в британском чарте синглов, «A Legal Matter», «La-La-La Lies» и «The Kids Are Alright» также были выпущены в качестве отечественных синглов Brunswick Records после того, как группа начала выпускать новый материал на лейбле Reaction Records в 1966 году. Поскольку группа не продвигала их, они не были столь коммерчески успешными, как синглы «My Generation» или синглы на Reaction. Однако песня «The Kids Are Alright» вошла в топ-10 синглов Швеции, достигнув 8-го места.
«My Generation» и «The Kids Are Alright», в частности, остаются двумя из самых популярных песен группы; в то время как «My Generation» — это грубый, агрессивный номер, который предвосхитил движения хэви-метала и панк-рока, «The Kids Are Alright» — более сложный поп-номер с перезвоном гитар, гармониями из трёх частей и мелодичной вокальной мелодией, хотя всё ещё сохраняющий движущий ритм других песен The Who того периода. Альбом считается важным предтечей движения «пауэр-поп». «Circles» были особенно освещены современниками группы, британской фрикбит-группой The Fleur de Lys. Кавер-версия получила некоторое внимание после её включения в 4-дисковой сборник 2001 года Nuggets II: Original Artifacts from the British Empire and Beyond, 1964—1969.

## Приём критиков и влияние
| Retrospective reviews         | Retrospective reviews |
| Оценки критиков               | Оценки критиков       |
| Источник                      | Оценка                |
| ----------------------------- | --------------------- |
| AllMusic                      | [ 4 ]                 |
| The Great Rock Discography    | 7/10                  |
| The Guardian                  | [ 8 ]                 |
| Louder Sound                  | [ 9 ]                 |
| MusicHound Rock               | 3/5                   |
| PopMatters                    | 9/10                  |
| Rolling Stone                 | [ 12 ]                |
| The Rolling Stone Album Guide | [ 13 ]                |
| Sputnikmusic                  | 4.5/5                 |
| Tom Hull – on the Web         | B+ ()                 |

В своей колонке 1967 года для Esquire музыкальный критик Роберт Кристгау назвал My Generation «самым хард-роковым в истории». В 1981 году он включил её американскую версию в свою «базовую библиотеку записей». Ричи Унтербергер назвал альбом «самым тяжёлым мод-попом», когда-либо записанным в ретроспективном обзоре для AllMusic: «На момент его выпуска у него также были самые свирепые мощные гитары и барабаны, которые когда-либо были записаны на рок-пластинке». Марк Кемп написал об этой записи в The Rolling Stone Album Guide (2004 г.): 

С его свирепой смесью шероховатого искажения, грохочущего баса и перкуссии, а также грубого вокала, The Who Sings My Generation стал основой для большей части последующего гаражного рока, хэви-метала и панка. В отличие от дебютных альбомов The Rolling Stones (чей взгляд на южноамериканский рок и соул был довольно серьёзным) и The Beatles (которые распространяли слово о рок-н-ролле через сладкие гармонии и легко усваиваемые мелодии), My Generation положительно продвинулось в границах популярной музыки. Яростно оригинальные гитарные эксперименты Таунсенда здесь предшествовали инновациям его более позднего американского соперника Джими Хендрикса.
Американская версия 1966 года была включена в Национальный реестр аудиозаписей.

## Список композиций
Музыка и слова Пита Таунсенда, если не указано иначе.
| №                   | Название            | Композиторы         | Длительность |
| ------------------- | ------------------- | ------------------- | ------------ |
| 1.                  | «Out in the Street» |                     | 2:31         |
| 2.                  | «I Don't Mind»      | Джеймс Браун        | 2:36         |
| 3.                  | «The Good's Gone»   |                     | 4:02         |
| 4.                  | «La-La-La-Lies»     |                     | 2:17         |
| 5.                  | «Much Too Much»     |                     | 2:47         |
| 6.                  | «My Generation»     |                     | 3:18         |
| Общая длительность: | Общая длительность: | Общая длительность: | 17:31        |

| №                   | Название                 | Композиторы                                    | Длительность |
| ------------------- | ------------------------ | ---------------------------------------------- | ------------ |
| 1.                  | «The Kids Are Alright»   |                                                | 3:04         |
| 2.                  | «Please, Please, Please» | Джеймс Браун, Джонни Терри                     | 2:45         |
| 3.                  | «It's Not True»          |                                                | 2:31         |
| 4.                  | «I’m a Man»              | Бо Диддли                                      | 3:21         |
| 5.                  | «A Legal Matter»         |                                                | 2:48         |
| 6.                  | «The Ox»                 | Таунсенд, Джон Энтвистл, Кит Мун, Ники Хопкинс | 3:50         |
| Общая длительность: | Общая длительность:      | Общая длительность:                            | 18:19        |

В американском издании альбома «I’m a Man» заменена на «Instant Party».

### Делюкс-издание 2009 года
| №   | Название                                                                                             | Длительность |
| --- | --- | ------------ |
| 1.  | «Out in the Street»                                                                                  |              |
| 2.  | «I Don’t Mind»                                                                                       |              |
| 3.  | «The Good’s Gone» (lacks double-tracked vocals)                                                      |              |
| 4.  | «La-La-La Lies» (lacks double-tracked vocals)                                                        |              |
| 5.  | «Much Too Much» (lacks double-tracked vocals)                                                        |              |
| 6.  | «My Generation» (lacks lead guitar, but is available on disc two in its original mono format)        |              |
| 7.  | «The Kids Are Alright» (lacks double-tracked vocals)                                                 |              |
| 8.  | «Please, Please, Please»                                                                             |              |
| 9.  | «It’s Not True»                                                                                      |              |
| 10. | «I’m a Man»                                                                                          |              |
| 11. | «A Legal Matter» (lacks lead guitar, but is available on disc two in its original mono format)       |              |
| 12. | «The Ox»                                                                                             |              |
| 13. | «Circles (Instant Party)» (lacks Entwistle’s French horn and double tracked vocals)                  |              |
| 14. | «I Can't Explain» (bonus track; lacks tambourine)                                                    |              |
| 15. | «Bald Headed Woman» (bonus track)                                                                    |              |
| 16. | «Daddy Rolling Stone» (bonus track; [alternate version to that found on Thirty Years of Maximum R&B) |              |

| №   | Название                                            | Длительность |
| --- | --------------------------------------------------- | ------------ |
| 1.  | «Leaving Here»                                      |              |
| 2.  | «Lubie (Come Back Home)»                            |              |
| 3.  | «Shout and Shimmy»                                  |              |
| 4.  | «(Love Is Like A) Heat Wave»                        |              |
| 5.  | «Motoring»                                          |              |
| 6.  | «Anytime You Want Me»                               |              |
| 7.  | «Anyway, Anyhow, Anywhere» (alternate take)         |              |
| 8.  | «Instant Party Mixture»                             |              |
| 9.  | «I Don’t Mind» (full length version)                |              |
| 10. | «The Good’s Gone» (full length version)             |              |
| 11. | «My Generation» (instrumental version)              |              |
| 12. | «Anytime You Want Me» (a cappella version)          |              |
| 13. | «A Legal Matter» (mono version with guitar overdub) |              |
| 14. | «My Generation» (mono version with guitar overdub)  |              |

## Участники записи
- Роджер Долтри — вокал, губная гармошка
- Джон Энтвисл — бас-гитара, бэк-вокал
- Кит Мун — барабаны, перкуссия, бэк-вокал в «Instant Party Mixture»
- Пит Таунсенд — акустическая гитара, электрогитара, бэк-вокал, ведущий вокал в «A Legal Matter»

### Приглашённые музыканты
- Перри Форд — пианино в «I Can’t Explain»
- Ники Хопкинс — пианино (кроме «I Can’t Explain»)
- The Ivy League — бэк-вокал в «I Can’t Explain» и «Bald Headed Woman»
- Джимми Пейдж — гитара в «Bald Headed Woman», ритм-гитара в «I Can’t Explain»